# جينا هاسبل
جينا شيري هاسبيل (بالإنجليزية: Gina Cheri Haspel)‏ وتُكتب في بعضِ الأحيان جينا شيري هاسبل من مواليد الأول من أكتوبر 1956 هي ضابطة استخبارات أمريكية شغلت منصبَ مديرة وكالة الاستخبارات المركزية (تُعرف اختصارًا بـ CIA) منذ عام 2018 حتى 2021 وهي أول امرأة تشغل هذا المنصب على أساسٍ دائم. كانت سابقًا نائبة مدير المركز تحت قيادة مايك بومبيو في بداية رئاسة دونالد ترامب.
أصبحت مديرة وكالة الاستخبارات بعدَ استقالة بومبيو الذي أصبحَ وزير الخارجية الأمريكي بعدما رشحهُ الرئيس آنذاك دونالد ترامب لهذا المنصب. عُينت من طرفِ ترامب ذاته في 17 مايو عام 2018 على رأسِ وكالة الاستخبارات المركزية مما يجعلها أول امرأة تُدير هذه الوكالة طوالَ تاريخها. أدت جينا اليمين الدستوري رسميًا في 21 أيار/مايو 2018.
أثارت هاسبيل الكثير من الجدلِ بسبب دورها الرئيسي فيما حصل في الموقع الأسود في تايلاند عام 2002 من تعذيب للسجناء بطرق وُصفت بـ«الشنيعة» من خِلال تقنيات الاستجواب المعززة بما في ذلك الإيهام بالغرق. أكّدت هاسبيل مشاركتها في تقنيات الاستجواب المعزز في آب/أغسطس عام 2018 وذلك خلال بحث قامت بهِ جامعة جورج واشنطن حولَ أساليب التعذيب الجسدي بما في ذلك الإيهام بالغرق والحبس.

## الحياة المُبكرة
وُلدت جينا شيري هاسبيل في الأوّل من أكتوبر عام 1956 في أشلاند بولاية كنتاكي. حضرت المدرسة الثانوية في المملكة المتحدة ثم واصلت دراستها في جامعة كنتاكي لمدة ثلاث سنوات قبلَ أن تنتقلَ لاستكمال السنة النهائية في جامعة لويزفيل حيث تخرجت منها في أيار/مايو 1978 مع درجة البكالوريوس في اللغات والصحافة. عملت من عام 1980 إلى عام 1981 كمسقة مكتبة عامّة في فورت ديفينس في ولاية ماساتشوستس. حصلت على شهادة جامعيّة أُخرى من جامعة نورث إيسترن في عام 1982 وعملت في بعضِ الأعمال إلى أن انتقلت للعمل في وكالة المخابرات المركزية.

## المسيرة المهنيّة

### البداية معَ المخابرات المركزية
انضمّت هاسبيل إلى وكالة المخابرات المركزية في كانون الثاني/يناير 1985 باعتباره ضابطة تقارير. حظيت بشعبيّة داخل الوكالة شيئًا فشيئًا حيثُ شاركت في بعض الأعمال السريّة. أول مهمة ميدانية لها كان في 1987-1989 في إثيوبيا، ثمّ تلتها مهمة سريّة أخرى في تركيا قبل أن تقودَ عدّة مهام في أوروبا ووسط أوراسيا في الفترة المُمتدة من 1990 إلى 2001. من عام 2001 إلى 2003؛ كانت جينا عضوة في مجموعة مركز مكافحة الإرهاب.
بين تشرين الأول/أكتوبر وكانون الأول/ديسمبر 2002؛ عُينت هاسبيل للإشراف على سجنِ سري لوكالة الاستخبارات المركزية في تايلند. ضمّ هذا السجنُ مجموعة منَ الأشخاص المشتبه في انتمائهم لتنظيم القاعدة وقد كان جزءًا من برنامج التسليم الاستثنائي الأمريكي بعد هجمات 11 أيلول/سبتمبر. شهدَ ذاك السجن استخدام أساليب الاستجواب المعزز مثل الإيهام بالغرق وغيرها من أساليب التعذيب التي كانت تُعتبر قانونيّةً حينَها. وفقًا لمسؤول كبير سابق في وكالة المخابرات المركزية فإنّ هاسبيل كانت رئيسة المحطة وقد أشرفت رسميًا على استجواب أبو زبيدة وكذا عبد الرحيم النشيري المُتهمان بالانتماء للقاعدة.
شغلت هاسبيل من عام 2004 إلى 2005 منصبَ نائبة رئيس شعبة الموارد الوطنية. بعد خدمتها في تايلاند؛ عملت كضابطة عمليات في مركز مكافحة الإرهاب في واشنطن العاصمة ثم شغلت لاحقًا منصب رئيسة وكالة الاستخبارات المركزية فرع لندن.

### الخِدمة السرية
شغلت هاسبيل منصب نائبة مدير مكتب الخدمة السرية الوطنية كما عملت في منصب رئيسة هيئة الأركان السريّة. بحلول عام 2005 كتبَ خوسيه رودريغيز رئيس الأركان السابق في مذكراته: «أمرت هاسبيل بتدميرٍ العشرات من أشرطة الفيديو في الموقع الأسود في تايلاند ردًا على تصاعد التدقيق العام في هذا البرنامج.» خلالَ جلسة إقرار التُهم في مجلس الشيوخ –أثناءَ ترشحها لرئاسة وكالة المخابرات المركزية– أوضحت هاسبيل أن الأشرطة قد دُمرت من أجل حماية هويات ضباط وكالة المخابرات المركزية الأمريكية من أيّ تسريبات أو شيء من هذا القبيل. بالعودة إلى عام 2013؛ حاولَ جون برينان مدير المخابرات المركزية ترشيحَ هاسبيل للقيام بأعمال مديرة الخدمة السرية الوطنية والتي تنفذ عمليات سرية في جميع أنحاء العالم، غير أنها لم تُعين في منصب دائم بسبب الانتقادات حول تورطها في احتجاز واستجواب عشرات المُتهمين بطرق غير قانونية.

### نائبة مدير وكالة المخابرات المركزية
في الثاني من فبراير عام 2017؛ عيّنَ الرئيس دونالد ترامب هاسبيل في منصبِ نائبة مدير وكالة الاستخبارات المركزية،  وهو منصبٌ لا يتطلب موافقة مجلس الشيوخ. في الثامن من فبراير من نفس العام؛ حثّ عددٌ من أعضاء مجلس الشيوخ بما في ذلك السيناتور شيلدون وايتهاوس ومارتن هاينريش الرئيس ترامب على إعادة النظر في تعيينه لهاسبيل في منصب نائبة المدير.

## مديرة وكالة المُخابرات المركزيّة (2018 - حاليًا)

### الترشيح
في 13 مارس عام 2018؛ أعلنَ الرئيس دونالد ترامب أنه سوف يرشح هاسبيل في منصبِ مديرة وكالة الاستخبارات المركزية لتحل محلّ مايك بومبيو. عاد ترامب لتأكيد هذا مرة أخرى أمامَ مجلس الشيوخ. بعد إعلان ترشيحها بشكلٍ رسمي؛ أثارت هاسبيل الكثيرَ من الجدل بسبب مواقفها السياسية وكمية تهم التعذيب التي تُطاردها في كلّ مرة. في هذا السياق؛ علّق روبرت باير الذي أشرف على هاسبيل خلال عملها في وكالة الاستخبارات المركزية قائلًا: «إنّها ذكية وقوية ... كل من عمل معها يعرفُ قدراتها  وما يُمكن أن تصل له.» على النقيض من ذلك؛ ذكرَ السيناتور الجمهوري راند بول أنه سوف يُعارض ترشيح جينا قائلا: «هل حقًا سيتم تعيين سيدة في هذا المنصب تُشجع على أساليب تعذيب مثل الإيهام بالغرق؟ أعني كيفَ يمكن أن نثق في شخص ما فعل هذا بل كيف سنعطيه مسؤولية قيادة المخابرات المركزية؟ ... هذا مروع فعلًا.» أمّا دوغ ستافورد مساعد السيناتور راند بول فقد قال: «وفقًا لما نُشر فإنّ جينا قد أشرفت على الموقع الأسود في تايلاند وعملت بنفسها على تدمير أدلة على تعذيبها لبعض المشكوك فيه ... إن كان هذا صحيح فعلًا فيجبُ منع هاسبيل من العمل في وكالة المخابرات المركزية.» في المُقابل دعا السيناتور الجمهوري والمرشح الرئاسي السابق جون ماكين السيّدة هاسبيل إلى تقديم عرض مفصل عن مشاركتها في برنامج وكالة الاستخبارات المركزية من 2001 إلى 2009 بما في ذلك مزاعم استخدامها لتقنيات الاستجواب المعزز وتوضيح دورها في تدمير أشرطة فيديو عام 2005 الذي تُعدّ مثابة دليلٍ على تعذيب الوكالة للمتهمين. خلالَ جلسة مُسائلتها في مجلس الشيوخ؛ حاولَ ماكين طرح بعض الأسئلة الصعبة وقد ركّز فيها على مزاعم تعذيبها للمتهمين خاصّة أنّ ماكين نفسه قد تعرض للتعذيب حينما كانَ أسير حرب في شمال فيتنام. طلب ماكين من جينا نشر كلّ المعلومات في هذا الخصوص كما دعاها إلى مشاركتهِ كلّ تقارير وكالة المخابرات المركزية حولَ التعذيب. في المنحى ذاته؛ انتقدَ العديد من أعضاء مجلس الشيوخ وكالة المخابرات المركزية من أجل ما يعتقدون أنه انتقائية في نشر المعلومات من خلال السماح بتسريب المعلومات الإيجابية عن حياة جينا المهنية مُقابل رفض نشر المعلومات التي من شأنها أن تُدينَها.
دعمَ أكثر من 50 ضابطًا من كبار المسؤولين في الحكومة الأمريكية بما في ذلك ستة مدراء سابقين لوكالة الاستخبارات المركزية ترشيحها. كان من بين داعميها جون برينان، وليون بانيتا ومايكل موريل المدير السابق لوكالة الأمن القومي ومايكل هايدن وكذا جيمس كلابر. بحلول نيسان/أبريل؛ وقّع 109 من الجنرالات والأدميرالات الأمريكيين رسالة أعربوا فيها عن قلقهم العميق من ترشيح هاسبيل بسبب سجلها السيء وتورطها في أعمال التعذيب وما تلا ذلك من تدمير للأدلة وغيرها. انتقدت مؤسسات أخرى التغطية الإعلامية لترشيح هاسبيل خاصّة أنّ بعض وسائل الإعلام قد صوّرت ترشيح جينا لهذا المركز انتصارًا للنسوية. في العاشر من مايو؛ أعرب بعضُ أعضاء مجلس الشيوخ من خِلال رسالة نٌشرت في افتتاحيّة صحيفة واشنطن بوست معارضتهم ترشيح السيدة هاسبيل لنفسِ السبب. بعد ذلك بيومين وفي تصرف مفاجئ أعلنَ السيناتور الديموقراطي جو دونلي من إنديانا والديمقراطي الآخر جو مانشين من ولاية فرجينيا الغربية دعمهما ترشيح هاسبيل.
في التاسع من مايو عام 2018؛ حضرت هاسبيل أمام لجنة الاستخبارات في مجلس الشيوخ من أجل تأكيد كلامها. وفي الرابع عشر من مايو أرسلت جينا رسالة إلى السناتور مارك وارنر وضّحت له فيها إلى أن وكالة المخابرات المركزية لا ينبغي أن تعمل استعمال أساليب غير قانونية خلال استجوابها للمتهمين. وافقَت لجنة الاستخبارات في مجلس الشيوخ يوم 16 أيار/مايو على ترشيح هاسبيل حيث وافَق 10 بمن فيهم ديمقراطين اثنيين مُقابل رفض 5 لها. في اليوم التالي؛ صوّت مجلس الشيوخ لصالح إدارة جينا للوكالة بموافقة 54 مُقابل رفض 45 لها. جدير بالذكر هنا أنّ ماكين الذي كان قد حث زملائه على رفض الترشيح لم يكن أثناء التصويت بسبب مرض ألمّ به جعلهُ يمكث في المستشفى.

### الفوز
أدّت هاسبيل اليمين رسميًا في 21 مايو 2018 لتُصبحَ بذلك أول امرأة تتولى منصب مدير وكالة الاستخبارات المركزية على أساس دائم.

### التعذيب وتدمير الأدلة
في أواخر تشرين الأول/أكتوبر 2002؛ أصبحت هاسبيل قائدة موقع أسود تابع لوكالة الاستخبارات المركزية في تايلاند. عملت جينَا في الموقع الذي كان يُطلق عليه اسم «عين القط» وهناك استجوبت وعذبت بعض المتهيمن بالانتماء لتنظيم القاعدة أمثالَ عبد الرحيم النشيري وأبو زبيدة وغيرهم. في أوائل شباط/فبراير عام 2017؛ ذكرت نيويورك تايمز وموقع بوربيبليكا أنّ هاسبيل كانت المُشرفة الرئيسية فعلًا على السجن السري في دولة تايلاند.
في آذار/مارس 2018؛ ذكر بعض المسؤولون أنّ هاسبيل لم تُشارك في تعذيب زبيدة لكنّها عذبت في المُقابل النشيري. في آب/أغسطس من نفس العام سُمح بنشر بعض البرقيات والرسائل التي يعود تاريخها إلى تشرين الثاني/نوفمبر 2002 وقد تضمّنت بعضها تفاصيل تعذيب النشيري على يدِ جينا حيث كانت تصفُ في بعض البرقيات: «ضربناهُ معَ الجدار وحصرناهُ في مربع صغير كما مارسنا عليه أساليب تعذيبٍ أخرى مثلَ الإيهام بالغرق وحرمانه من النوم والملابس هذا فضلًا عن تهديدهِ بتسليمه للآخرين الذين سيقتلونه. كُنّا نناديه «بالفتاة الصغيرة»، «المُدللة السعودية الغنيّة» و«سيسي».» لعبت هاسبيل أيضًا دورًا مهمًا في تدمير 92 شريط فيديو يصور استجواب المتهمين وكذا تعذيب المعتقلين سواء في الموقع الأسود أو في غيرهِ منَ المواقع السريّة التابعة للوكالة.
بالعودة إلى 17 ديسمبر 2014؛ فقد ضغطَ المركز الأوروبي للحقوق الدستورية وحقوق الإنسان (ECCHR) من أجلِ تثبيت اتهامات جنائية في حقّ «عناصر مجهولة» تابعة لوكالة الاستخبارات المركزية وذلك بعدما نشرَ مجلس الشيوخ تقريره عن التعذيب الذي مورسَ من قِبل وكالات الاستخبارات الأمريكية. عاد المركز الأوروبي للواجهة في 7 يونيو عام 2017 حينَما دعا النيابة العامة في ألمانيا لإصدار مذكرة اعتقال في حقّ هاسبيل بسبب اشتباههِ في تورطها في عمليات تعذيب غير قانونيّة بحقّ متهمين بأعمال إرهابية. ركّز المركز الحقوقي الأوروبي في دعواه على تعذيب جينا لأبو زبيدة. أمّا جميل جعفر من الاتحاد الأمريكي للحريات المدنية فقد ذهب بعيدًا حينَما وصفَ هاسبيل بأنّها مجرمة حرب.
في الأول من مايو عام 2018؛ نشرَ سبنسر أكرمان مقالًا في ذا ديلي بيست ذكر فيه أن نقلًا عن بعض العاملين في وكالة المخابرات المركزية أنّ تسجيلات التعذيب لم تدمر بالكامل. ثم نشرت نيويورك تايمز في 9 مايو تقريرًا ذكرت فيه أنّ خالد شيخ محمد مهندس هجمات 9/11 وقعَ ضحيةً لمختلف أشكال التعذيب وقد ساعدَ هذا التقرير لجنة مجلس الشيوخ خلال مراجعتها لطلب ترشيح جينا.

## الجوائز والتقدير
حصلت هاسبيل على عددٍ من الجوائز بما في ذلك جائزة جورج بوش للتميز في مكافحة الإرهاب، وجائزة دونوفان وكذا وسام الجدارة ثمّ الوسام الرئاسي.

## الحياة الشخصية
تزوجت هاسبيل من جيف هاسبيل الذي خدم في القوات البرية للولايات المتحدة في عام 1976 لكن الثنائي تطلّقا بحلول عام 1985. تعيشُ هاسبيل حاليًا في أشبورن بفرجينيا. جذبت اهتمامَ الإعلام أيضًا كونها لا تستخدمُ أيّ وسيلةٍ من وسائل التواصل الاجتماعية هذا ناهيكَ عن أنها غير متزوجة وليس لديها أطفال.

## وصلات خارجية
- جينا هاسبل على موقع IMDb (الإنجليزية)
- جينا هاسبل على موقع مونزينجر (الألمانية)
- Haspel مرات الظهور على سي-سبان

| مناصب حكومية        | مناصب حكومية                                 | مناصب حكومية   |
| ------------------- | -------------------------------------------- | -------------- |
| سبقه ديفيد إس كوهين | نائب مدير وكالة المخابرات المركزية 2017–2018 | تبعه فون بيشوب |
| سبقه مايك بومبيو    | مدير وكالة المخابرات المركزية 2018–الآن      | الحالي         |